# Mikrolímano
Mikrolímano, en  : Μικρολίμανο, en français : Petit port ou Fanári ou port Koumoundoúrou (Φανάρι, λιμένας Κουμουνδούρου), anciennement Tourkolímano (Τουρκολίμανο) et dans l'antiquité port de Munichie, est aujourd'hui un port du Pirée, en Grèce. Il s'agit d'un site touristique qui fait partie du quartier de Kastélla, situé au nord-est de la péninsule du Pirée, en bordure du quartier de Néo Fáliro.
Le port était appelé Fanári à l'époque byzantine, probablement en raison de l'existence d'un phare ou d'une lanterne à son entrée. Tourkolímano était son nom à partir de l'époque de la révolution grecque de 1821, tandis que le port de Koumoundoúrou est plus récent, nom donné parce qu'à son extrémité sud se trouvait le manoir de Koumoundoúros, qui après sa démolition devient le club naval de Grèce (el). 
En 1925, le comité spécial créé à l'époque pour la correction des noms de lieux du Pirée a officiellement nommé ce port, rétablissant l'ancien nom de port de Munichie. Cependant, le nouveau nom ne réussit pas à s'imposer, en raison de sa mauvaise sonorité en grec moderne, par rapport au Tourkolímano, plus répandu, jusqu'en 1967. Le maire de l'époque, Aristídis Skylítsis (el), décide d'adopter le nouveau nom de Mikrolímano après l'aide des services (poste, télégraphe, etc.) qui avaient cessé de desservir la zone sous le nom précédent.